# Ferrotel·lurita
La ferrotel·lurita és un mineral de la classe dels sulfats. Rep el seu nom per la seva aparent composició química.

## Característiques
La ferrotel·lurita és un sulfat de fórmula química Fe(TeO₄) (?). Va ser un mineral aprovat per l'Associació Mineralògica Internacional però l'any 2019 va ser desacreditat perquè la pobre definició que s'havia fet d'ell es va demostrar ser similar a la keystoneïta.
Segons la classificació de Nickel-Strunz, la ferrotel·lurita pertany a «07.A - Sulfats (selenats, etc.) sense anions addicionals, sense H₂O, amb cations de mida mitjana» juntament amb els següents minerals: mikasaïta, mil·losevichita, calcocianita i zincosita.

## Formació i jaciments
Va ser descoberta a la mina Keystone, al districte de Magnolia, al comtat de Boulder (Colorado, Estats Units), l'únic indret on ha estat trobada.